# Карасёв, Дмитрий Владимирович
Дми́трий Влади́мирович Карасев (род. 30 марта 1981, Норильск, Красноярский край) — российский государственный и политический деятель. Глава города Норильска с 26 января 2021 года. Член партии «Единая Россия». В 2017—2021 годах — депутат Норильского городского Совета, председатель депутатской комиссии по городскому хозяйству, руководитель фракции партии «Единая Россия» в Норильском городском Совете депутатов.

## Образование
Учился в Школе № 27 города Норильска с 1 по 8 класс, 9 класс окончил в Школе № 36 города Норильска Архивная копия от 27 июня 2020 на Wayback Machine, 10-11 класс учился в гимназии № 4 города Норильска.
2003 год — Кисловодский институт экономики и права, специальность «Юриспруденция».
2014 год — Московская международная высшая школа бизнеса (МИРБИС), специальность «Менеджмент».

## Воинская служба
В 2003 году призвался в армию в Норильске после окончания института. Служил в Красноярске в артиллерийских войсках. Два месяца провёл в учебной части в Хакасии. За время службы принял участие в двух учениях под Новосибирском. Преподавал курс молодого бойца. К концу срока службы получил звание сержанта.

## Трудовая деятельность
Трудиться Дмитрий Владимирович начал в 2004 году после службы в армии — трудоустроился в «Регистрационную палату» на государственную службу в должности специалиста 1 категории.
После Регистрационной палаты работал начальником отдела в ОАО «Таймыргаз» по управлению имуществом, руководителем аппарата Генерального директора и руководителем аппарата Дирекции до 2012 года.
В 2012 году принят на должность советника заместителя Директора ЗФ ОАО ГМК «Норильский никель» по персоналу и социальной политике.
В этом же 2012 году перешёл на службу в Норильский городской Совет депутатов помощником Главы города Норильска, а с 2015 года занял должность начальника Управления делами Норильского городского Совета депутатов.
В 2017 году стал депутатом Норильского городского Совета, председателем депутатской комиссии по городскому хозяйству, руководителем фракции партии «Единая Россия» в Норильском городском Совете депутатов.
26 января 2021 года был избран Главой города Норильска на 25-й сессии Норильского городского Совета депутатов.

## Вклад в развитие Норильска
20 февраля 2020 года в Москве было подписано, в том числе и Карасевым, четырёхстороннее соглашение о развитии Норильска между Министерством РФ по развитию Дальнего Востока и Арктики, администрациями Красноярского края и города Норильска, а также руководством ГМК «Норильский никель». По плану до 2024 года на развитие Норильска будет выделено около 20 млрд рублей. Ещё около 100 млрд рублей поступят с 2025 по 2035 год.
4 марта 2021 года в ответ на обращение Дмитрия Карасева, в ходе рабочего визита в Норильск президент Норникеля Владимир Потанин принял решение выделить на развитие Норильска 150 миллиардов рублей к уже утверждённому финансированию четырёхстороннего соглашения по реализации Комплексного плана развития Норильска до 2035 года.